# Przeciążenie elektryczne
Przeciążenie elektryczne – to zjawisko przepływu przez element prądu elektrycznego większego niż znamionowy tego elementu (obiektu elektrycznego). Przeciążenie może być niebezpieczne jeśli jest długotrwałe. Zjawisko to powoduje wydzielenie się ciepła. Wartość wydzielonego ciepła może być wówczas duża, ponieważ jest proporcjonalna do kwadratu prądu i wprost proporcjonalna do czasu występowania przeciążenia. 
Przykładem może być przeciążenie instalacji elektrycznej zasilającej dużą liczbę odbiorników. Zewnętrzną oznaką przeciążenia jest przegrzewanie się elementów instalacji (np. przewodów, zestyków itp.) prowadzące do starzenia się izolacji pod wpływem temperatury, a w konsekwencji do zwarcia i pożaru (zwłaszcza gdy brak jest odpowiednich urządzeń zapewniających skuteczną ochronę). 
Długotrwałe przeciążenie prowadzi do wzrostu temperatury elementów przewodzących prąd i wpływa na wzrost strat dielektrycznych w materiałach izolacyjnych oraz na obniżenie ich wytrzymałości mechanicznej i utratę plastyczności. Przy wyższych temperaturach szybciej zachodzą procesy starzenia izolacji wykonanej z materiałów organicznych, co niekiedy może być bezpośrednią przyczyną powstania zwarcia.